# کوویلووو (نگوتین)
کوویلووو (به صربی: Kovilovo) یک منطقهٔ مسکونی در صربستان است که در نگوتین واقع شده‌است. کوویلووو ۴۱۱ نفر جمعیت دارد.